# Itaj-itaj
Itaj-itaj (jap. イタイイタイ病, itai-itai byō) bolest je izazvana trovanjem kadmijumom. Osnovni patofiziološki mehanizam koji objašnjava toksičnost kadmijuma je inaktivacija enzima vezivanjem za njihove sulfhidrilne (SH) grupe. Na ovaj način smanjuje se sinteza hema (komponente hemoglobina) i inhibišu enzimi značajni za metabolizam kostiju. Sve ovo dovodi do demineralizacije kostiju i do izlučivanja kalcijuma urinom te do "razmekšavanja" kostiju tzv. osteomalacije. Pored ovog mehanizma kadmijum i zamenjuje kalcijum u kostima a pošto on nema ista svojstava kao i kalcijum, kosti postaju meke i krte. Ovo trovanje je veoma bolno. Srpski prevod za itaj-itaj bio bi boli-boli.
Slučaj masovnog trovanja kadmijumom je zabeležen u Tojamskoj prefekturi u Japanu, sa početkom oko 1912. godine. Trovanje je izazvalo omekšavanje kostiju i prestanak rada bubrega. Oboljenje je dobilo ime po izuzetnom bolu u zglobovima i kičmi. Termin itaj-itaj bolest je oformilo lokalno stanovništvo. Kadmijum su ispustile u reke rudarske kompanije u planinama. Sudski proces koji je usledio je imao pozitivan ishod. Jedna je od Četiri velike bolesti zagađenja Japana.

## Literatura
1. ↑  „ICETT Itai-itai disease”. 1998. Архивирано из оригинала 15. 04. 2008. г. Приступљено 18. 03. 2011.
2. ↑  Almeida, P & Stearns, L (1998). „Political opportunities and local grassroots environmental movement: The case of Minamata”. Social Problems. 45 (1): 37—60. doi:10.1525/sp.1998.45.1.03x0156z.

## Spoljašnje veze
- Dodatne informacije o itaj-itaj bolesti
- Preventivne mere protiv zagađenja vode
- Šta je itaj-itaj bolest?